# Valor limite
Valor limite (VL), dentro do campo da segurança do trabalho, é a concentração máxima de uma substância química a que se pode estar um ser humano exposto sem que apareçam efeitos irreversíveis em sua saúde. Devem ser definidos para um determinado tempo de exposição, que, normalmente, referem-se a 8 horas de trabalho por dia, mas para alguns casos, são valores propostos para períodos de exposição curtos (valores máximos). O valor limite de exposição (VLE) é o valor limite, expresso em concentração média diária para um dia de trabalho de 8 horas e uma semana de 40 horas, ponderada em função do tempo de exposição.